# Columbia-wenatchi
Le columbia-wenatchi ou salish moses-columbia (autonyme Nxaʔamxcín) est une langue amérindienne de la famille des langues salish, parlée dans l’État de Washington aux États-Unis.

## Situation sociolinguistique
Le columbia-wenatchi est parlée par une soixantaine de personnes vivant pour la plupart dans la réserve de Colville située dans le Nord l'État de Washington.

## Classification
La langue fait partie du groupe intérieur de la famille salish.

## Écriture
| a | aa | c | c̓  | č  | ə | əə | h | ḥ | ḥʷ | i | ii | k  | k̓ | kʷ | k̓ | ʷ | l  | l̓  | ll | ll̓ | ł | ƛ̓ | m | m̓  | n̓  | p |
| p̓ | q  | q̓ | qʷ | q̓ʷ | r | r̓  | š | s | t  | t̓ | u  | uu | w | w̓  | x | x̌ | xʷ | x̌ʷ | y  | y̓  | ʔ | ʕ | ʕ̓ | ʕʷ | ʕ̓ʷ |   |